# Rio Aporé
Rio Aporé är ett vattendrag i Brasilien. Det ligger i den södra delen av landet, 500 km sydväst om huvudstaden Brasília.
Omgivningen kring Rio Aporé är huvudsakligen savann. Området är mycket glesbefolkat, med 4 invånare per kvadratkilometer.